# Wizzard Brew
A Wizzard Brew a Wizzard együttes 1973-ban megjelent első nagylemeze. 

## Dalok
Minden dalt Roy Wood írt, kivétel azokat, ahol a szerzők jelölve vannak.
1. You Can Dance Your Rock 'n' Roll – 4:36
2. Meet Me at the Jailhouse – 13:30
3. Jolly Cup of Tea – 2:08
4. Buffalo Station/Get On Down to Memphis – 7:30
5. Gotta Crush (About You) – 3:37
6. Wear a Fast Gun – 9:10

### Bónuszdalok a 2006-os kiadáson
1. Ball Park Incident – 3:42
2. The Carlsberg Special (Pianos Demolished Phone 021 373 4472) (Bill Hunt) – 4:16
3. See My Baby Jive – 5:01
4. Bend Over Beethoven (Hugh McDowell) – 4:42
5. Angel Fingers – 4:39
6. You Got the Jump on Me (Rick Price) – 6:28
7. Rob Roy's Nightmare (A Bit More H.A.) (Mike Burney) – 3:47
8. I Wish It Could Be Christmas Everyday – 4:48

## Közreműködött
- Roy Wood – ének, akusztikus és elektromos gitár, szitár, cselló, fagott, bariton-szaxofon, vonós basszus, B-flat basszus tuba, harsona, ütőhangszerek
- Rick Price – ének, basszusgitár, ütőhangszerek
- Bill Hunt – zongora, csembaló, francia kürt, trombita, flügel kürt, tenorkürt, bugle, euphonium, E flat tub, kis üveg, háttérvokál
- Hugh 'H' McDowell –  cselló, ARP szintetizátor
- Nick Pentelow – tenorszaxofon, klarinét, fuvola, háttérvokál
- Mike Burney – alt- tenor- és baritonszaxofon, szaxofon-szintetizátor, klarinét, fuvola
- Keith Smart – dob
- Charlie Grima – dob, konga, ütőhangszerek
- The Cowbag Choir[1]